# Ngari Gunsa Airport
Ngari Gunsa Airport (kinesiska: 阿里昆莎机场) är en flygplats i Kina. Den ligger i den autonoma regionen Tibet, i den sydvästra delen av landet, omkring 1 100 kilometer väster om regionhuvudstaden Lhasa. Ngari Gunsa Airport ligger 4 267 meter över havet.
Trakten runt Ngari Gunsa Airport är nära nog obefolkad, med mindre än två invånare per kvadratkilometer. Trakten runt Ngari Gunsa Airport är ofruktbar med lite eller ingen växtlighet.
Genomsnittlig årsnederbörd är 252 millimeter. Den regnigaste månaden är augusti, med i genomsnitt 44 mm nederbörd, och den torraste är december, med 6 mm nederbörd.